# Luigi Benvenuto
Luigi Benvenuto (fl. XX secolo) è stato un calciatore italiano, di ruolo centrocampista.

## Carriera
Cresciuto nel Genoa, dove inizia a giocare in prima squadra nella Prima Categoria 1912-1913. Con il Grifone vinse il suo unico scudetto nel 1915, benché gli venisse assegnato al termine del primo conflitto mondiale che aveva causato l'interruzione del campionato.
Dopo aver passato il 1919 come militare a Caserta, tornò a giocare per il Genoa nella stagione 1920-1921, che fu tra l'altro l'ultima stagione con i rossoblu, piazzandosi al secondo posto del girone A delle semifinali nazionali della Prima Categoria 1920-1921.
Lasciato il Genoa, passa nel 1921 al Giovani Calciatori Bolzaneto, con cui giunge all'ultimo posto del Classifica Campionato Ligure 1921-22 e che lascerà dopo un anno per giocare nel Rapallo.
Nel 1923 viene ingaggiato dall'Andrea Doria, dove chiuderà la carriera nel 1925 dopo aver ottenuto due ottavi posti nelle stagioni di massima serie 1923-1924 e 1924-1925.

## Palmarès

### Club

#### Competizioni nazionali
- Campionato italiano: 1

Genoa: 1914-1915